# Irodalmi lexikon (1927)
Az 1927-es Irodalmi lexikon egy egykötetes, progresszív szellemiségű magyar lexikon a Horthy-korszakból.

## Története
Az Irodalmi lexikon egyike volt a két világháború közötti időben megjelent magyar irodalmi lexikonoknak. Szerkesztője Benedek Marcell volt, aki az ugyancsak általa szerkesztett újabb, 1960-as években megjelent Magyar irodalmi lexikon előszavában be is vallotta, hogy erősen progresszív szemléletet képviselt első lexikonjával a vele egyidőben megjelent Ványi Ferenc-féle Magyar irodalmi lexikonal szemben. 
Az Irodalmi lexikon Előszóva szerint a gyűjtőmunka során a szerzők magyar és egyetemes szépirodalmi szerzők mellett a tudományos irodalom képviselőjét is be akarták mutatni. Tekintve, hogy részletes, több oldalas vázlatok készültek egyes népek irodalmáról is, a kötet terjedelme a vártnak körülbelül a háromszorosa lett. Hogy a kiadási költségek ne növekedjenek meg ilyen mértékben, a szerzők a külföldi tudományos írók szócikkeinek jelentős részének közlésétől eltekintettek. Ezt az anyagot Benedek a kiadó egy későbbi szaklexikonában remélte közölhetni. (Azonban ilyen szaklexikon később nem jelent meg, a gyűjtött anyag holléte ismeretlen.) 
A kész lexikon végül a tervezett terjedelem „csak” kétszeresére nőtt, és 1927-ben 1224 kis alakú, kéthasábos oldalon jelent meg Győző Andor Kiadásában Budapesten aranyozott barna borítóval, amelyen Dante stilizált arcképe látható. A kötet jelentős mennyiségű szövegképet és egész oldalas műmellékletet (88 képes tábla) tartalmazott. Több szócikk végére szakirodalmi tájékoztatás került. A kötet napjainkban antikváriusi úton lelhető fel, elektronikus és fakszimile kiadása nincs.

## Munkatársak
- Alexander Bernát, Babits Mihály, Balassa József, Bálint Elemér, Bitay Árpád, Bonkáló Sándor, Bródy Imre, Czebe Gyula, Éber László, Germanus Gyula, Hevesy Iván, Hézser Aurél, Honti Rezső, Juhász Andor, Juhász Vilmos, Kállay Miklós, Kecskeméti György, Kemény Gábor, Kremmer Dezső, Kun Andor, Kunos Ignác, Lambrecht Kálmán, Leffler Béla, Lengyel Miklós, Lindberg Niels, K. Nagy Dénes, Nagy József (Pécs), Németh Antal, Nyíreő István, Podhradszky György, Révay József, Rózsa Dezső, Sárközy György, Schmidt József, Schöpflin Aladár, Sebestyén Károly, Szabolcsi Bence, Szentimrei Jenő, Szerb Antal, Sziklai Ferenc, Szimonidesz Lajos, Trócsányi Zoltán, Turóczi-Trostler József, Vikár Béla, Weisz Miksa, Widmar Antonio, Wildner Ödön.